# John-Paul Lavoisier
John-Paul Lavoisier, właściwie John Paul Seponski (ur. 12 marca 1980 w Phoenixville) − amerykański aktor telewizyjny i model, najbardziej znany z roli Rexa Balsoma w operze mydlanej ABC Tylko jedno życie (One Life to Live). Absolwent Phoenixville High School w Phoenixville w stanie Pensylwania i University of the Arts w Filadelfii.

## Filmografia

### Filmy fabularne
- 2002: Jeden dzień w maju (One Day in May, TV) jako Matt Daniels
- 2002: Wilki z Wall Street (Wolves of Wall Street) jako Barnes
- 2008: Placebo jako Jason

### Seriale TV
- 2001 Seks w wielkim mieście (Sex and the City) jako model
- 2001: Wszystkie moje dzieci (All My Children) jako Orderly
- 2002-2012: Tylko jedno życie (One Life to Live) jako Rex Balsom
- 2003: Saturday Night Live
- 2007: Plotkara (Gossip Girl) jako trener polowego hokeja
- 2011: Mentalista (The Mentalist) jako Chad Carmichael
- 2015: Dni naszego życia (Days of Our Lives) jako Philip Kiriakis